# Даниляк Володимир Васильович
Даниляк Володимир Васильович — український мотоболіст, грав за команди «Стрий», «Вимпел» Полтава, «Поділля» Кам’янець-Подільський, «Митник» Кельменці, а також за збірну України.

## Життєпис
Народився – 22 липня 1953 року у м. Стрий, Львівська область. 
Починав мотобольну кар’єру у 1969 р у команді «Стрий». 
Чемпіон СССР та володар Кубку СССР – 1973 р. у складі команди «Вимпел» Полтава.
Чемпіон Укр. РСР 1974 р. у складі команди «Стрий» Львівська область.
Чемпіон Укр. РСР 1980 р. у складі «Поділля» Кам’янець-Подільський, Хмельницька область.
Кращий бомбардир Першої ліги СССР – 1981 р. у чемпіонаті та Кубку (106 м’ячів).
Чемпіон України – 1992, 1993, 1995, 1996, 1997, 1998, у складі «Поділля» Кам’янець-Подільський.
Чемпіон України 1994 р – у складі «Митника» Кельменці, Чернівецька область. 
Володар Кубку України у складі «Поділля» - 1992, 1993 роках та 2008 р. ("Механік") Кам'янець-Подільський, а також у складі "Митника" Кельменці - 1994 р.
У жовтні 2008 року граючий тренер мотобольної команди "Механік" Кам'янець-Подільський Володимир Даниляк був нагороджений "Дипломом" "Книги рекордів України" у категорії "Спорт" - спортивне довголіття". У "Дипломі"  вказано: "Вік - 55 років, час виступів на професійному рівні - 40 років, кількість зіграних матчів - 1 300, загальна кількість забитих голів - 3 467".
У січні 2014 року Володимир Даниляк очолив ГО Дитячо-юнацький мотобольний клуб «Поділля» Кам’янець-Подільський.